# PGC 31961
PGC 31961, auch ESO 376-16, ist eine irreguläre Zwerggalaxie vom Hubble-Typ dIrr? im Sternbild Luftpumpe am Südsternhimmel. Sie ist schätzungsweise 20 Millionen Lichtjahre von der Milchstraße entfernt.